# 愛知県道427号坂宇場津具設楽線
愛知県道427号坂宇場津具設楽線（あいちけんどう427ごう さかうばつぐしたらせん）は、愛知県北設楽郡豊根村から設楽町に至る一般県道である。

## 概要

### 路線データ
- 起点： 愛知県北設楽郡豊根村坂宇場（国道151号交点）
- 終点： 愛知県北設楽郡設楽町田口（国道257号交点）

## 沿革
- 1959年12月15日 認定

## 接続路線
- 国道151号（別所街道）（豊根村坂宇場）
- 愛知県道428号古真立津具線（設楽町津具：大島・見出間で重複）
- 愛知県道80号東栄稲武線（設楽町津具見出地内で重複）
- 愛知県道10号設楽根羽線（伊那街道）（設楽町津具：大桑・南大桑間で重複）
- 愛知県道431号八橋中設楽線（設楽町八橋：東栄町境付近）
- 国道473号（設楽町田口地内で重複）
- 国道257号・国道473号（設楽町田口：終点）

## 通過する自治体
- 愛知県
  - 北設楽郡豊根村 - 北設楽郡設楽町 - 北設楽郡東栄町 - 北設楽郡設楽町

## 沿線周辺
- 下津具郵便局
- 津具文化資料展示センター
- 中田クリーンセンター
- 柴石峠
- 新城保健所設楽出張窓口
- 設楽郵便局
- 設楽町奥三河郷土館